# João Bosco (músico)
João Bosco de Freitas Mucci (Ponte Nova, 13 de julho de 1946) é um cantor, violonista e compositor brasileiro.

## Biografia
Filho de pai libanês, e irmão do também músico Tunai, João Bosco começou a tocar violão aos doze anos, incentivado por uma família repleta de músicos. Suas primeiras influências foram Ângela Maria, Cauby Peixoto, Elvis Presley e Little Richard, integrou a banda X-Gare (inspirada na canção "She's got it", de Richard).
Alguns anos depois, iniciou na Escola de Minas em Ouro Preto cursando Engenharia Civil. Apesar de não deixar de lado os estudos, dedicava-se sobremaneira à carreira musical, influenciado principalmente por gêneros como jazz e bossa nova e pelo tropicalismo. Foi em Ouro Preto, em 1967, na casa do pintor Carlos Scliar, que conheceu Vinícius de Moraes, com o qual compôs as seguintes canções: Samba do Pouso e O mergulhador - dentre outras.
Em 1970 conheceu aquele que viria a ser o mais frequente parceiro, com quem compôs mais de uma centena de canções: Aldir Blanc, O Mestre-Sala dos Mares, O Bêbado e a Equilibrista, Bala com Bala, Kid Cavaquinho, Caça à Raposa, Falso Brilhante, O Rancho da Goiabada, De Frente pro Crime, Fantasia, Bodas de Prata, Latin Lover, O Ronco da Cuíca, Corsário, dentre muitas outras.
A primeira gravação saiu no disco de bolso do jornal O Pasquim: Agnus Sei (1972). No ano seguinte, assinou contrato com a gravadora RCA, lançando o primeiro disco, que levava apenas seu nome.
Em 1972 conheceu Elis Regina, que gravou uma parceria sua com Blanc: Bala com Bala; a carreira deslanchou depois da interpretação da cantora para o bolero Dois pra lá, Dois pra cá.

## Discografia
- (1973) João Bosco
- (1975) Caça à Raposa
- (1976) Galos de Briga
- (1977) Tiro de Misericórdia
- (1979) Linha de Passe
- (1980) Bandalhismo
- (1981) Essa É a Sua Vida
- (1982) Comissão de Frente
- (1983) 100ª Apresentação ao Vivo
- (1984) Gagabirô
- (1986) Cabeça de Nego
- (1987) Ai, Ai, Ai de Mim
- (1989) Bosco
- (1991) Zona de Fronteira

- (1992) João Bosco Acústico
- (1994) Na Onda que Balança
- (1995) Dá Licença Meu Senhor
- (1997) As Mil e Uma Aldeias
- (2000) Na Esquina
- (2001) Na Esquina ao Vivo
- (2003) Malabaristas do Sinal Vermelho
- (2006) Obrigado, Gente! ao Vivo
- (2008) Senhoras do Amazonas - com NDR BIG BAND
- (2009) Não Vou Pro Céu, Mas Já Não Vivo no Chão
- (2012) 40 Anos Depois
- (2017) Mano Que Zuera
- (2020) Abricó-de-Macaco
- (2024) Boca Cheia de Frutas

## Participações
- (1972) Disco de Bolso, o Tom de Antônio Carlos Jobim e o Tal de João Bosco
- (1998) Benguelê
- (2011) Chico